# BEST 2000-2005
『BEST 2000-2005』は日本のポップ・ロックバンドMONKEY MAJIKが、2006年3月8日に発売したインディーズベストアルバム。

## 概要
- 『fly』『Around The World』とシングル2作を挟んだ後に発売。これらは本作には収録されず、次作『thank you.』に収録されている。
- インディーズ時代に発売された作品の中から選曲されたベストアルバム。
- 次作からはメジャーレーベルのbinyl recordsからの発売となるので、最初で最後のインディーズレーベルから発売されたベストアルバムである。

## 収録曲
1. 5.30
  - 1stインディーズアルバム『SPADE』収録曲。
2. ガリレオ
  - 2ndミニアルバム『GET STARTED』収録曲。
3. Lily
  - 1stミニアルバム『Lily』収録曲。
4. Get started
  - 2ndミニアルバム『Get started』収録曲。
5. political believer
  - 1stインディーズアルバム『SPADE』収録曲。
6. wait
  - 1stインディーズアルバム『SPADE』収録曲。
7. Wish I
  - 1stミニアルバム『Lily』収録曲。
8. 靴の音
  - 1stインディーズアルバム『SPADE』収録曲。
9. すぐちかく
  - 1stインディーズアルバム『SPADE』収録曲。
10. i like pop
  - 1stインディーズアルバム『SPADE』収録曲。
11. Alright
  - 1stミニアルバム『Lily』収録曲。
12. Tonight
  - 1stミニアルバム『Lily』収録曲。
13. カンパイ
  - 2ndインディーズアルバム『eastview』収録曲。
14. All my life
  - 2ndインディーズアルバム『eastview』、限定販売アルバム『PREMIUM BOX』収録曲。
  - 本作には、『PREMIUM BOX』に収録されたバージョンを収録。
15. One moment
  - 2ndインディーズアルバム『eastview』収録曲。
16. Livin' in the sun
  - 2ndインディーズアルバム『eastview』収録曲。
17. Waiting For The Right Time
  - 限定販売アルバム『PREMIUM BOX』収録曲。

## 演奏
- 山川タカミ (SOUL ADDICTION)：Keyboards
- 漆坂ミサオ：Bass (#1-12)